# 政略結婚
政略結婚（せいりゃくけっこん、英: political marriage, marriage of state）とは、結婚当事者の家長または親権者が、自己や家（一族）の利益のために、結婚することになる当人たちの意向を無視してさせる結婚。 

## 概要
政略結婚が行われる主な理由は、たとえば下記のようなものがある。
- 同盟を結び、戦争回避を目的としたもの
- 侵略推進を目的としたもの
- 結婚相手の君主の継承権（王位継承権 en:Order of succession）を得るため
- 経済的支援を得るため

神聖ローマ帝国（962年 - 1806年）やオーストリアを支配したハプスブルク家は政略結婚によって大きな成功を収めた王家の一つである。ハプスブルク家は婚姻を通じてブルゴーニュ公国、ハンガリー王国、ボヘミア王国、スペインの君主の継承権を手に入れ、ヨーロッパ屈指の名門王家としてカール5世の時代にはスペイン領の中南米も含めた広大な領土を支配した。このことにより「戦争は他家に任せておけ。幸いなオーストリアよ、汝は結婚せよ。」と言われた。
13世紀にユーラシアに領域を拡大したモンゴル帝国は、正式な国号を「大モンゴル・ウルス(大蒙古国)」というが、モンゴル語で「国」を意味する「ウルス」の原義は「人の集まり」や「人の集団」である。つまり、モンゴル帝国は、チンギス・ハンの一族を中心とした様々な部族の連合であった。モンゴル帝国では、部族の同盟にあたって婚姻が重視され、どこの部族に嫁をだすか、どこの部族から嫁をもらうかで、お互いに結びついていた。チンギス・ハンの孫のクビライの時代に元王朝(大元ウルス)として再編されたモンゴル帝国は、属国となった朝鮮半島の高麗王朝に対し、王世子に元の皇女と結婚することを義務付けた。代を重ねるごとにモンゴル人の血が濃くなるため、高麗王室独自のアイデンティティーを喪失することを目論んでのものであった。北元から玉璽を譲り受け、元王朝の権威を継承した清は孝荘文皇后などボルジギン氏のモンゴル王侯の子女との婚姻を進めてハーンの地位を主張した。また、満洲国の皇弟愛新覚羅溥傑と嵯峨浩の結婚、大韓帝国皇太子李垠と梨本宮守正王第一女子方子の結婚も当時の日本による政略結婚とされる。
日本の戦国時代（1467年 - 1568年もしくは1573年）においては、敵対する勢力同士の和睦や臣従、同盟関係の締結などにおいて政略結婚としての婚姻が行われており、織田信長の妹であるお市の方（浅井長政へ嫁ぐ）など、広く行われていた。時には10歳に満たない者が、嫁に出されることさえあった。豊臣政権下において、徳川家康・毛利輝元・前田利家など5人の大大名の連名で、大名間の私婚の禁止の文書が諸大名に通達されたが、家康と伊達政宗によって破られた。江戸幕府では、これにより大名同士の結束が強まることを恐れたため、武家諸法度で大名同士の結婚には幕府の許可を要するようにするなど、強く規制した。
- 地位を得ることを目的としたもの

奈良時代から平安時代にかけての藤原氏などが、好んで用いた手段である。
皇室は男系であるため、娘を皇太子と結婚させ、娘が産んだ皇子を天皇にすることにより、天皇の外戚となり、政府高官を独占した（摂関政治）。

## 現在の「政略結婚」
- 会社や旧家の存続や閨閥の目的のために、当人同士の同意よりも優先させて結婚させること
  - 戦国時代の「政略結婚」とは異なり、一応お見合いという形でとることはあるが、比喩的にそう呼ばれることが多い
- 銀行と取引先の企業との間で、経営者の娘と銀行幹部（その逆もある）を結婚させるなどの政略結婚は、現代でも行われている。
  - 親会社と子会社、一企業とその株主、同一社内の上司と部下（または先輩と後輩）といった例もある。
  - 結婚は基本的に両者の合意が必要であるが、上下関係で下になる者に対して、組織関係では解雇あるいは閑職や地方都市・（沖縄本島を含めた）離島への左遷、損害賠償、親族内では勘当、相続廃除などの制裁をちらつかせ断る機会を与えない場合も少なくない。
- 大相撲においては、江戸時代から伝統的に親方の娘と結婚して年寄名跡を継承する例が多い。特に部屋継承において多く、こういう場合には政略結婚と俗称されることがある。
- 個人の人権・意思が尊重される現在においては、背景に何らかの組織的利害関係が絡む政略結婚には、批判・否定的意見も多い。